# Tor Marius Gromstad
Tor Marius Gromstad (Arendal, 8 luglio 1989 – Oslo, 12 maggio 2012) è stato un calciatore norvegese, di ruolo centrocampista.

## Biografia
Nella prima mattina di sabato 12 maggio 2012 lasciò l'abitazione del fratello e di lui si persero le tracce. La sera stessa, venne dichiarato disperso. I suoi compagni furono informati soltanto il giorno seguente. Gromstad fu ripreso da alcune telecamere di sorveglianza mentre usciva da casa di suo fratello, senza portare con sé il telefono cellulare. Le ricerche proseguirono per tutto il giorno successivo, senza risultati. Il 14 maggio fu trovato morto ad Oslo all'interno di un cantiere. Il decesso è stato causato per una caduta accidentale.

## Carriera
Gromstad iniziò la carriera con la maglia dello FK Arendal, totalizzando 21 presenze in due stagioni. Nel 2007, passò allo Stabæk: esordì ufficialmente per il club in data 4 giugno 2008, quando fu titolare nella vittoria per 0-2 in casa del Fram, nella Coppa di Norvegia 2008. Il 21 luglio dello stesso anno, debuttò nell'Eliteserien: sostituì Mike Kjølø nel successo per 5-1 sul Fredrikstad. Al termine della stagione, lo Stabæk vinse il campionato. Nelle successive stagioni, il suo spazio fu limitato; nel campionato 2011 venne schierato con maggiore regolarità, disputando 16 incontri nella massima divisione norvegese.

## Statistiche

### Presenze e reti nei club
| Stagione        | Squadra         | Campionato      | Campionato | Campionato | Coppe nazionali | Coppe nazionali | Coppe nazionali | Coppe continentali | Coppe continentali | Coppe continentali | Altre coppe | Altre coppe | Altre coppe | Totale | Totale |
| Stagione        | Squadra         | Comp            | Pres       | Reti       | Comp            | Pres            | Reti            | Comp               | Pres               | Reti               | Comp        | Pres        | Reti        | Pres   | Reti   |
| --------------- | --------------- | --------------- | ---------- | ---------- | --------------- | --------------- | --------------- | ------------------ | ------------------ | ------------------ | ----------- | ----------- | ----------- | ------ | ------ |
| 2006            | FK Arendal      | 3D              | 10         | 0          | CN              | ?               | ?               | -                  | -                  | -                  | -           | -           | -           | ?      | ?      |
| gen.-ago. 2007  | FK Arendal      | 3D              | 11         | 1          | CN              | ?               | ?               | -                  | -                  | -                  | -           | -           | -           | ?      | ?      |
| Totale Arendal  | Totale Arendal  | Totale Arendal  | 21         | 1          |                 | ?               | ?               |                    | -                  | -                  |             | -           | -           | 21+    | 1+     |
| ago.-dic. 2007  | Stabæk          | ES              | 0          | 0          | CN              | 0               | 0               | -                  | -                  | -                  | -           | -           | -           | 0+     | 0+     |
| 2008            | Stabæk          | ES              | 3          | 0          | CN              | 1               | 0               | CU                 | 0                  | 0                  | -           | -           | -           | 4      | 0      |
| 2009            | Stabæk          | ES              | 3          | 0          | CN              | 0               | 0               | UCL+UEL            | 0                  | 0                  | S           | 0           | 0           | 3      | 0      |
| 2010            | Stabæk          | ES              | 8          | 0          | CN              | 3               | 0               | UEL                | 0                  | 0                  | -           | -           | -           | 11     | 0      |
| 2011            | Stabæk          | ES              | 16         | 0          | CN              | 1               | 0               | -                  | -                  | -                  | -           | -           | -           | 17     | 0      |
| 2012            | Stabæk          | ES              | 6          | 0          | CN              | 2               | 0               | -                  | -                  | -                  | -           | -           | -           | 8      | 0      |
| Totale Stabæk   | Totale Stabæk   | Totale Stabæk   | 36         | 0          |                 | 7               | 0               |                    | 0                  | 0                  |             | 0           | 0           | 43     | 0      |
| Totale carriera | Totale carriera | Totale carriera | 57         | 1          |                 | 7+              | 0+              |                    | 0                  | 0                  |             | 0           | 0           | 64+    | 1+     |

## Palmarès

### Club

#### Competizioni nazionali
- Campionato norvegese: 1

Stabæk: 2008